# Kafr al-Fajala
Kafr al-Fajala (arab. ‏كفر الفيلة‎) – miejscowość w Egipcie, w muhafazie Al-Minja, w dystrykcie Abu Kurkas. W 2006 roku liczyła 3298 mieszkańców.